# Zalew Michalicki
Zalew Michalicki – sztucznie utworzony zbiornik retencyjny na rzece Widawie w województwie opolskim, w powiecie namysłowskim, w gminie Namysłów. Usytuowany pomiędzy Michalicami a sąsiednią wsią – Józefkowem. 
Zbudowany został półtora kilometra od Namysłowa, na północ od miasta. Ma 2,7 kilometra licząc od ujścia rzeki (w pobliżu Kowalowic) aż do zapory. Obwód zbiornika wynosi ok. 8 kilometrów. Powierzchnia zalewu waha się przy różnych stanach lustra wody od 93 ha do 95,6 ha. W najszerszym miejscu (północno-wschodnia część jeziora) ma ok. 400 m, głębokość wynosi: najmniejsza – 1,5 m, największa – 3 m.
Po raz pierwszy zbiornik został napełniony pod koniec stycznia 2001 roku. Położone wyżej skrawki terenu o powierzchni ok. 2 ha, utworzyły na zalewie dwie wyspy. Są one ostoją kaczek, które przelatując tędy wiosną i jesienią zatrzymują się na odpoczynek. Na terenie zalewu można obserwować łyski, krzyżówki i cyranki. Na wyspach, nieużytkach i zakolach gnieżdżą się żurawie i błotniaki stawowe.
Wokół zbiornika powstają gospodarstwa agroturystyczne nastawione na turystów poszukujących możliwości uprawiania sportów wodnych. Szczególnie dobre warunki są do uprawiania windsurfingu. 
Dzięki systematycznemu zarybianiu akwenu jest on odwiedzany przez wędkarzy. Od 2001 roku Polski Związek Wędkarski wpuścił do zalewu ponad 20 ton ryb – karpi, węgorzy, jazi, szczupaków, sandaczy i sumów. Inne gatunki ryb i fauny słodkowodnej znalazły się tu wraz z wodami Widawy. Ostatnie zarybianie odbyło się 4 czerwca 2008 roku, wpuszczono 6 tysięcy sztuk szczupaka. Zalew jest szczególnie popularny wśród karpiarzy. W 2006 r. odbyły się tutaj dwie ważne imprezy VIII Otwarte Mistrzostwa Polski Karpiarzy oraz karpiowe Grand Prix Polski.
Zbiornik spełnia różne funkcje m.in.:
- rolniczą – nawadnianie pól poprzez podwyższenie poziomu wód gruntowych,
- przeciwpowodziową – zbiornik w normalnych warunkach ma pojemność 1 mln m³, natomiast w warunkach powodziowych może dodatkowo przyjąć 700 tys. m³ wody,
- ekologiczną – wytwarzanie energii oraz rozwój fauny i flory,
- turystyczną – dobre warunki do rozwoju infrastruktury turystycznej.